# Авија BH-17
Авија BH-17 (чеш. Avia BH-17) је чехословачки ловачки авион који је производила фирма Авија (чеш. Avia). Први лет авиона је извршен 1924. године.

Највећа брзина у хоризонталном лету је износила 235 km/h. Практична највећа висина лета је износила 8000 m а брзина пењања 358 m у минути. Размах крила је био 8,86 m а дужина 6,86 m. Маса празног авиона је износила 762 килограма а нормална полетна маса 1072 килограма. Био је наоружан са 2 предња митраљеза калибра 7,7 милиметара.

## Пројектовање и развој
Иако је прототип Авија BH-8 у конкуренцији победио конкурентске типове Летов Ш-7 и Аеро А-20, војска га никада није усвојила. Ни МНО (Министарство Народне Одбране Чехословачке) ни пројектанти П.Бенеш и М.Хајн нису били у потпуности задовољни његовим перформансама и карактеристикама. Због тога је првобитни тип BH-8 морао бити редизајниран и тако је настао Авија BH-17.
Међу најзначајнијим променама у дизајну су смањен размах крила, повећана површина елерона и продужени труп, ради побољшања стабилности правца и карактеристика у окретању. Хладњаци су поново премештени између подупирача шасије. Исто тако, уљно хлађење се вратило на првобитно решење – резервоар за уље је постављен у предњу ивицу централног пилона.

## Технички опис
Труп авиона је био исти као код авиона Авија BH-6/BH-8 стим што је мало продужен.
Погонска група је била мотор Hispano-Suiza 8Fb од 310 KS, и дрвена двокрака вучна елиса.
Крила су иста као код авиона Авија BH-6/BH-8, само мањих димензија (смањен размах и површина).
Репне површине исте као код авиона Авија BH-6/BH-8.
Стајни трап исти као код авиона Авија BH-6/BH-8.
У табели Паралелни приказ техничких података за авионе BH-6; BH-8 и BH-17 приказани су сви технички подаци за ова три авиона и на основу ње се могу видети побољшања сваког авиона у односу на претходну верзију.

## Паралелни приказ техничких података за авионе BH-6; BH-8 и BH-17
| Величине       | подаци (BH-6)                     | подаци (BH-8)                     | подаци (BH-17)                    |
| -------------- | --------------------------------- | --------------------------------- | --------------------------------- |
| посада         | 1                                 | 1                                 | 1                                 |
| размах крила   | 9,98 m                            | 9,48 m                            | 8,86 m                            |
| дужина         | 6,47 m                            | 6,40 m                            | 6,86 m                            |
| висина         | 2,88 m                            | 2,77 m                            | 2,80 m                            |
| површина крила | 22,60 m²                          | 22,11 m²                          | 21,30 m²                          |
| маса празног   | 878 kg                            | 843 kg                            | 762 kg                            |
| маса пуног     | 1.180 kg                          | 1.143 kg                          | 1.072 kg                          |
| погон          | течношћу хлађен 8-то цил. V-мотор | течношћу хлађен 8-то цил. V-мотор | течношћу хлађен 8-то цил. V-мотор |
| тип            | Hispano-Suiza 8Ba                 | Hispano-Suiza 8Fb                 | Hispano-Suiza 8Fb                 |
| снага          | 220kW (300KS)                     | 228kW (310KS)                     | 228kW (310KS)                     |
| макс. брзина   | 220 km/h                          | 222 km/h                          | 235 km/h                          |
| путна брзина   | 200 km/h                          | 199 km/h                          | 206 km/h                          |
| брзина пењања  | 392 m/min                         | 340 m/min                         | 401 m/min                         |
| плафон         | 7.000 m                           | 8.000 m                           | 8.000 m                           |
| долет          | 500 km                            | 450 km                            | 500 km                            |
| наоружање      | 2 х 7,7 mm Vickers                | 2 х 7,7 mm Vickers                | 2 х 7,7 mm Vickers                |

## Наоружање
Авион Авија BH-17 је био наоружан са два синхронизована митраљеза Vickers калибра 7,7 mm постављена изнад мотора који су гађали кроз обртно поље елисе.
| Наоружање авиона: Авија        |             |
| Ватрено (стрељачко) наоружање  |             |
| Топ                            |             |
| Митраљез                       |             |
| Број и ознака митраљеза        | 2 х Vickers |
| Калибар                        | 7,7         |
| Бомбардерско наоружање (бомбе) |             |
| Ракетно наоружање (ракете)     |             |

## Верзије
Произведено је 24 истоветна примерка.

## Оперативно коришћење
Чешко војно ваздухопловство је 1924. године наручило 24 примерка. У стварној служби, међутим, BH-17 се показао непоузданим и убрзо је повучен.

## Земље које су користиле авион
- Чехословачка